# تپه سید عباس
تپه سید عباس مربوط به دوره اشکانیان - سده‌های اولیه دوران‌های تاریخی پس از اسلام است و در شهرستان نیر، بخش کورائیم، دهستان یورتچی غربی، روستای مشتقین واقع شده و این اثر در تاریخ ۱۸ اسفند ۱۳۸۷ با شمارهٔ ثبت ۲۴۹۳۶ به‌عنوان یکی از آثار ملی ایران به ثبت رسیده است.